# Gambie (řeka)
Gambie (anglicky Gambia River) je významná řeka v západní Africe na území Guineje, Senegalu a Gambie. Je dlouhá 1 120 km. Povodí má rozlohu 180 000 km².

## Průběh toku
Pramení u města Labé v severní Guineji. Ve zdejší horské oblasti Futa Džallon pramení u řeky Senegal a Niger. Po překročení hranic protéká východem Gambie, potom pokračuje touto zemí, které dala název směrem na západ. Koryto je členité s velkým množstvím ostrovů a peřejí. Na středním toku je bažinatá. Před ústím do Atlantskému oceánu se rozšiřuje až na 20 km. U ústí leží hlavní město Gambie Banjul.

## Vodní režim
Vyšší vodní stavy nastávají od června do října. Mořská voda se díky přílivu dostává až 150 km od ústí.

## Externí odkazy

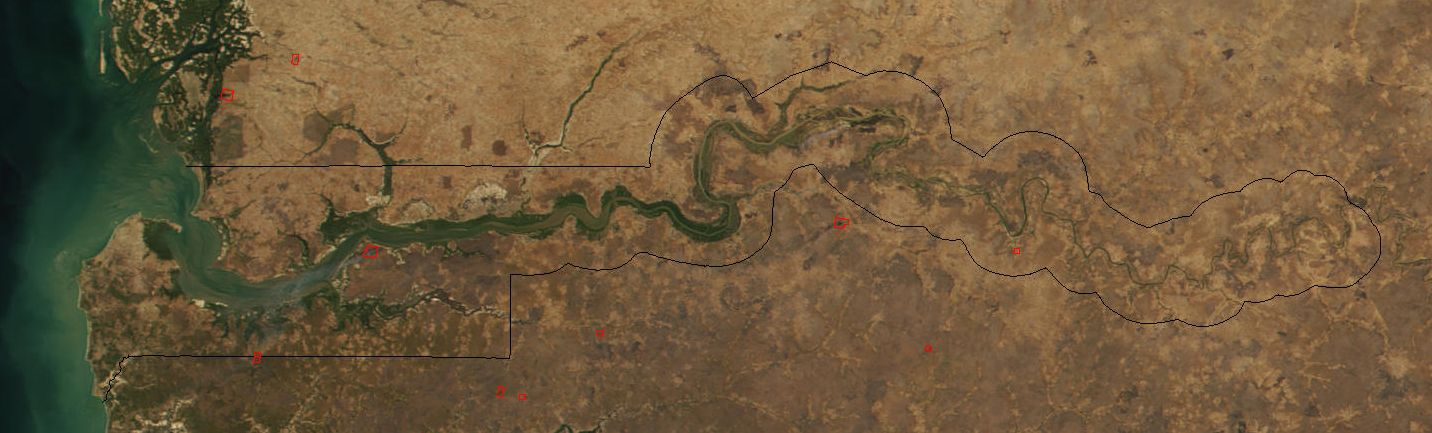
Pohled z vesmíru na řeku Gambii, černá čára znázorňuje státní hranice státu Gambie

## Využití
Lodní doprava je možná od ústí v délce 350 až 500 km. Na řece se nacházejí přístavy Ballangar, Kuntaur, Mac Carty, Baterst.